# NGC 780
NGC 780 (другие обозначения — UGC 1488, MCG 5-5-41, ZWG 503.72, 5ZW 164, NPM1G +27.0080, PGC 7616) — галактика в созвездии Треугольник.
Этот объект входит в число перечисленных в оригинальной редакции «Нового общего каталога».
NGC 780 имеет искажённые области, отклонённые от её плоскости.